# 興州 (南梁)
興州，是南北朝的州。
梁武帝分交州在嘉宁县（今越南永富省白鹤县南凤州）设置興州，下辖新昌郡。南陈沿置，新昌郡下辖嘉宁县、范信县、西道县、吴定县、新道县、晋化县、临西县。隋朝灭陈，废除新昌郡，属县合并为嘉宁县、新昌县二县，直属興州。隋文帝开皇十八年（598年）興州改为峰州，隋炀帝大业二年（606年）峰州合并入交州。